# Roquelaure-Saint-Aubin
Roquelaure-Saint-Aubin är en kommun i departementet Gers i regionen Occitanien i sydvästra Frankrike. Kommunen ligger i kantonen Cologne som tillhör arrondissementet Auch. År 2022 hade Roquelaure-Saint-Aubin 95 invånare.

## Befolkningsutveckling
Antalet invånare i kommunen Roquelaure-Saint-Aubin
Referens:INSEE